# Peter Massalski
Peter Massalski es un deportista de la RDA que compitió en piragüismo en la modalidad de eslalon. Ganó cuatro medallas en el Campeonato Mundial de Piragüismo en Eslalon entre los años 1973 y 1977.

## Palmarés internacional
| Campeonato Mundial | Campeonato Mundial  | Campeonato Mundial | Campeonato Mundial |
| Año                | Lugar               | Medalla            | Competición        |
| ------------------ | ------------------- | ------------------ | ------------------ |
| 1973               | Muotathal (Suiza)   | Medalla de plata   | C1 por equipos     |
| 1975               | Skopie (Yugoslavia) | Medalla de plata   | C1 por equipos     |
| 1977               | Spittal (Austria)   | Medalla de oro     | C1 por equipos     |
| 1977               | Spittal (Austria)   | Medalla de plata   | C1 individual      |